# Samfundet De Nios Särskilda pris
Samfundet De Nios Särskilda pris är ett litterärt pris som utdelas av Samfundet De Nio. Prissumman har varierat mellan 10 000 och 200 000 kronor. Priset delas inte ut regelbundet.

## Pristagare
- 1983 – Kristina Lugn (med anledning av Samfundets 70-årsjubileum, 10 000 kronor)
- 1992 – Ann Margret Dahlquist-Ljungberg (50 000 kronor), Rut Hillarp (10 000 kronor)
- 1993 – Staffan Björck (till minne av Olle Holmberg, 25 000 kronor)
- 1994 – Giacomo Oreglia (25 000 kronor)
- 1996 – Solveig von Schoultz (80 000 kronor)
- 1997 – Ruth Halldén (särskilt kritikerpris, 100 000 kronor), Örjan Roth-Lindberg (särskilt filmpris, 50 000 kronor)
- 1998 – Per Holmer (40 000 kronor), Anna-Karin Palm (40 000 kronor)
- 1999 – Ulla Isaksson (100 000 kronor), Lars Bergquist (50 000 kronor), Urban Torhamn (40 000 kronor), Monica Lauritzen (25 000 kronor), Kerstin M. Lundberg (25 000 kronor)
- 2000 – Karl-Gustaf Hildebrand (40 000 kronor), Lars-Helge Tunving (40 000 kronor)
- 2001 – Ulla Olin-Nilson (80 000 kronor), Ragnar Thoursie (60 000 kronor), Carl-Henning Wijkmark (50 000 kronor)
- 2002 – Erland Josephson (50 000 kronor)
- 2003 – Lars Ardelius (40 000 kronor)
- 2004 – Johan Cullberg (50 000 kronor), Ulrika Knutson (50 000 kronor), Gun Ekroth (30 000 kronor), Jöran Mjöberg (30 000 kronor)
- 2005 – Gunnar Broberg (50 000 kronor), Merete Mazzarella (50 000 kronor), Stig Strömholm (50 000 kronor), Thomas von Vegesack (50 000 kronor)
- 2006 – Birgit Munkhammar (75 000 kronor), Gunnar Balgård (75 000 kronor), Anita Goldman (75 000 kronor), Staffan Bergsten (75 000 kronor), Inger Alfvén (75 000 kronor), Britt Edwall (50 000 kronor), Bo Grandien (50 000 kronor)
- 2007 – Stig Claesson (100 000 kronor), Ann Smith (75 000 kronor), Åke Lundqvist (75 000 kronor)
- 2008 – Christer Eriksson (100 000 kronor), Stig Larsson (125 000 kronor), Ingmar Lemhagen (50 000 kronor)
- 2009 – Ingrid Arvidsson (100 000 kronor), Per Agne Erkelius (100 000 kronor), Ola Sigurdsson (75 000 kronor), Maja Hagerman (75 000 kronor)
- 2010 – Jan Henrik Swahn (100 000 kronor), Jens Nordenhök (100 000 kronor), Gunnar Wetterberg (100 000 kronor), Eva Strömberg Krantz (100 000 kronor), Bengt Kristensson-Uggla (50 000 kronor)
- 2011 – Augustin Mannerheim (50 000 kronor), Thure Stenström (200 000 kronor), Stig Strömholm (200 000 kronor), Barbro Hedvall (100 000 kronor), Olle Granath (100 000 kronor), Leif Zern (100 000 kronor), Per Arne Tjäder (50 000 kronor), Sören Bondeson (30 000 kronor), Pamela Jaskoviak (30 000 kronor), Amanda Svensson (30 000 kronor)
- 2012 – Jonas Ellerström (100 000 kronor), Maciej Zaremba (100 000 kronor)
- 2014 – Eva Ström (150 000 kronor), Bodil Malmsten (150 000 kronor), Magnus Hedlund (150 000 kronor), Jonas Modig (100 000 kronor)
- 2015 – Björn Berglund (100 000 kronor), Lars Ahlbom (75 000 kronor)
- 2016 – Johan Beck-Friis (50 000 kronor), Maria Küchen (100 000 kronor)
- 2017 – Lotta Lotass (200 000 kronor), Claes Andersson (125 000 kronor), Anders Hallengren (100 000 kronor), Clemens Altgård (100 000 kronor),
- 2018 – Björner Torsson (125 000 kronor), Lina Ekdahl (100 000 kronor), Eric Fylkeson (100 000 kronor), Börje Lindström (100 000 kronor)[2]
- 2019 – Göran Bergengren (150 000 kronor), Gunnar Balgård (100 000 kronor), Emma Eldelin (100 000 kronor), Fredrik Hertzberg (100 000 kronor) och Tuva Korsström (100 000 kronor)
- 2020 – Dick Claésson (100 000 kronor)[3]
- 2021 – Kjell Johansson (200.000 kronor)[4]
- 2022 – Nils-Åke Hasselmark[5] och Jan Olov Ullén[6] (100.000 kronor)
- 2023 – Carina Burman och Birgitta Holm (150 000)
- 2024 – Nils Håkansson, Mats Kempe, Mikael Nydahl och Hanna Rajs (100 000 kronor)
- 2025 – Hans Gunnarsson (150 000 kronor)

### Fotnoter
1. ↑  ”Priser”. Samfundet De Nio. http://www.samfundetdenio.se/. Läst 9 juni 2012.
2. ↑  TT (6 december 2018). ”Prisregn över författare”. Svenska Dagbladet. https://www.svd.se/arkiv/2018-12-06/32. Läst 17 december 2018.
3. ↑  ”Samfundet de Nios priser och pristagare | Samfundet De Nio”. web.archive.org. 22 september 2020. Arkiverad från originalet den 22 september 2020. https://web.archive.org/web/20200922010154/http://samfundetdenio.se/priser-och-pristagare/samfundet-de-nios-priser-och-pristagare/. Läst 10 december 2020.
4. ↑  ”Priser och Pristagare | Samfundet De Nio”. samfundetdenio.se. http://samfundetdenio.se/priser-och-pristagare/. Läst 17 december 2021.
5. ↑  ”Samfundet De Nios webbsida”. 10 januari 2023. https://samfundetdenio.se/priser-utdelade-i-december/. Läst 10 januari 2023.
6. ↑  ”Samfundet De Nios webbsida”. 10 januari 2023. https://samfundetdenio.se/priser-och-pristagare/. Läst 10 januari 2023.